# Лесной Євген Вікторович
Лесной Євген Вікторович (27 березня 1974, Тольятті) — тележурналіст, режисер-документаліст, телеведучий, продюсер.

## Біографія
Закінчив середню школу в місті Тольятті на стику часів: у 1991 році. Школу закінчив ще за часів СРСР, а життя поза Радянським Союзом почалось практично одразу після закінчення школи.
За останні два шкільних роки с 1989 по 1991 — «захворів» театром. Випадково потрапивши до молодіжного театру-студії, і наживившись вільнодумством, згідно з юнацьким максималізмом було ухвалено рішення: бути актором. Тому останні шкільні роки були категорично нецікавими.
На хвилі духу «перебудови» спочатку поступив до рядів ВЛКСМ і навіть став членом райкому комсомолу від шкільної комсомольської організації. Але, після розстрілу ризьким ОМОНом людей під вільнюським телецентром — офіційно здав комсомольський білет, чим здивував однокласників і колег по ВЛКСМ.
1991—1992 рр. — спробував себе в якості самостійної одиниці. Працював в місцевому ВНЗі натурщиком.
1992—1996 рр. — навчання в Самарській академії мистецтв та культури, кафедра театральної режисури.
1996—2001 рр. — актор Тольятинського театру юного глядача
З 1998 року почав співробітництво з телеканалами
З 2001 року початок роботи на телебаченні

## Творчий шлях
2001—2005 рр. телеведучий, тележурналіст телеканалу ЛАДА ТВ (місцевий канал у Тольятті)
2005—2009 рр. креативний продюсер програми «Ліга пацієнтів», автор та ведучий програми «незіркове дитинство».
2008—2009 рр. — працював на радіостанції РСН — авторська програма «НАКАНУНЕ»
2009 рік — серія інтерв'ю та репортажів для інтернет-порталу, що досі мають велику кількість переглядів на Ютубі: «Тюремные дневники Сергея Мавроди», «Дневники авантюриста Германа Стерлигова»
В цьому ж році виступає в якості продюсера всесвітньо відомого творця фінансової піраміди «МММ» Сергія Мавроді. Створює трешевий музикальний кліп, в якому співає сам геніальний шахрай. Пісня «Горе не беда», а також була спроба створити телепередачу, в якій Сергій Мавроді дає рекомендації, як не потрапити «на вудочку» до таких же шахраїв, як і він. Створений пілот представили керівництву телеканалу НТВ, але через те, що рекомендації були діючими та працюючими, проект не був допущений  до ефіру.
2009—2011 автор документальних фільмів для телеканалів «РЕН ТВ», «перший канал» та «Росія2».
2010—2012 — продюсер ізраїльського ді-джей проекту. Спільно з російською поп-співачкою Тетяною Булановою була записана пісня «Мой транс», та знятий кліп, до якого у прихильників співачки було неоднозначне відношення.
2013 рік телеканал «ТВЦ» (м. Москва)
2014 рік — телеканал «НТВ» (м. Москва)
У 2015 році власноруч майже за власні кошти знімає документальний фільм, в якому виступає в якості автора ідеї, автора сценарію, режисера, головного продюсера «Кто нас развел?» — фільм-хрестоматія — відносини родичів та друзів, яких розвело відношення до анексованого Криму та російської окупації частини Донбасу.
В серпні 2015 року переїжджає до України. В нікуди. Без зв'язків. Вже через 3 тижні після переїзду починає працювати.

### Робота в Україні
2015 рік — програма телеканалу «Україна» «глядач як свідок», шеф-редактор
2015—2016 рр. — співавтор програми, автор документальних фільмів програми «Репортерський клуб» на телеканалі «еспресо»
2016—2018 рр. — спеціальний кореспондент щотижневика «Факти тижня з Оксаною Соколовою» не телеканалі ICTV.
2018—2019 рр. — креативний продюсер програми «Прорвемось!» на телеканалі ICTV.
2019 рік — автор, співпродюсер щоденного нічного радіошоу «Нічна вахта» на Першому каналі Українського радіо.
2019—2020 рр. — креативний продюсер телеканалу «Київ».
2020—2021 рр. — автор, продюсер, редактор та співведучий щоденного нічного радіошоу «Нічна вахта» на Першому каналі Українського радіо.
2021 рік — до 25-ї річниці Конституції України як автор ідеї і продюсер за підтримки Українського культурного фонду разом з Мартою Мольфар реалізув освітній проект Цікава конституція, який в доступній формі ознайомлює громадян з основним законом України.
Травень-жовтень 2023-го року — автор ідеї, продюсер, шеф-редактор та співведучий проєкту «Програма5488», що був присвячений однойменному антидискримінаційному законопроєкту і виходив на Громадському радіо, Українському радіо, радіостанції Західний полюс та радіостанції «Голос Стрия». В етер вийшло загалом 40 програм, які були присвячені дискримінації уразливих верств населення. Сам проєкт був задуманий ще до початку великої війни, а назва циклу перегукується з номером законопроєкту, що лежить с стінах ВРУ і має на меті позбавити Україну та українців будь-якої дискримінації. Співведучі: Марта Мольфар, Яна Дзиґа.

## Фільмографія та телепроєкти
- «Смертельний конвеєр» телеканал «РЕН ТВ» (Росія)
- «Заборонений космос» телеканал «РЕН ТВ» (Росія)
- «Тюремні щоденники Сергія Мавроді» (Росія)
- «Щоденники авантюриста Германа Стерлігова» (Росія)
- Кліп Сергія Мавроді «Горе не біда» (Росія-Ізраїль)
- Кліп Тетяни Буланової «мой транс» (Росія-Ізраїль)
- «Хто нас Розвів?» (Україна-Росія)
- «Майдан, гудбай…» телеканал «Еспресо» (Україна)
- «Чорнобиль назавжди» телеканал «Еспресо» (Україна)
- «Місто маленької Віри» телеканал «Еспресо» (Україна)
- «Коли повернеться татко?» телеканал ICTV (Україна)
- «Будьмо, гей! Діалоги про гідність». Авторський фільм.[5][6][7]
- «Цікава Конституція» [Архівовано 17 липня 2021 у Wayback Machine.]. Цикл радіопрограм — 15 епізодів — до 25-ти річчя ухвалення Конституції України[8][9].
- «Програма5488» Громадське радіо, Українське радіо, радіостанція Західний полюс та радіостанція «Голос Стрия».

## Премії
- Фільм «Будьмо, гей! Діалоги про гідність». 2021 Приз глядацьких симпатій — МКФ Східної України Kharkiv MeetDocs, Україна[10][11]
- Фільм «Будьмо, гей! Діалоги про гідність». 2021 Найкращий повнометражний фільм — Онлайн-кінофестиваль Pridefilm.online[10][12]
- Радіопрограми Нічна варта: «Наркозалежні: яке воно — життя на узбіччі суспільства? Чи можливо позбавитися залежності?» ІІ місце на конкурсі від Євразійської асоціації зниження шкоди[13]

## Громадянська та політична активність
2004 рік балотувався в депутати міської думи міста Тольятті. Зайняв четверте місце із дев'яти кандидатів. Висувався по округу проти голови міської  думи.
З 2011 по 2012 активний учасник протестних акцій  в Росії.
2 березня 2014 року вийшов на протест проти введення військ в Україну та анексії Криму. Був арештований та отримав штраф в розмірі 10 тис. рублів від російського суду.
Потім, неодноразово виходив на акції протесту проти розв'язаної війни в Україні.
В результаті своєї громадянської позиції залишився безробітним

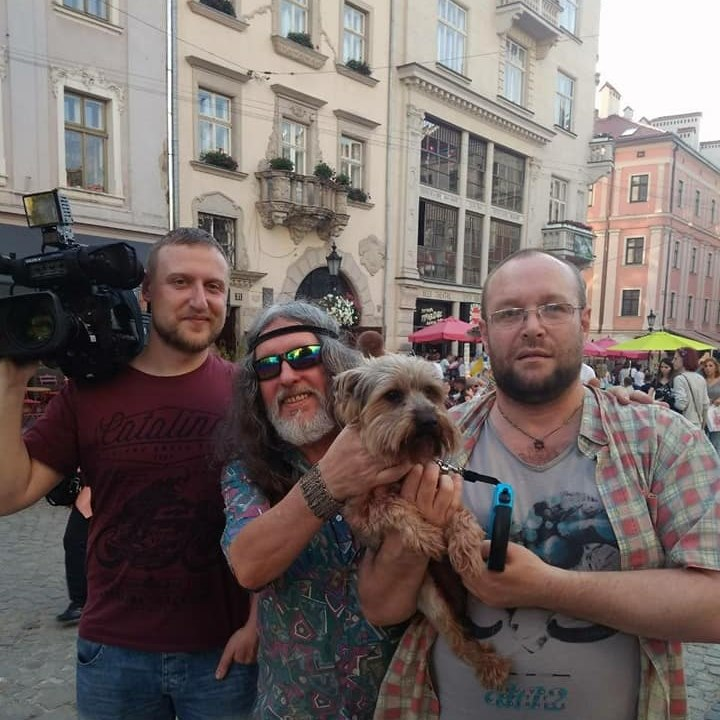
Євген Лесной на зйомках разом зі своїм домашнім улюбленцем

Після утисків зі сторони прибічників путінського режиму, вирішив переїхати на батьківщину своєї матері в Україну.
З листопада 2017 року — громадянин України.
Постійно бере участь в благодійних акціях та допомагає постраждалим воїнам в українсько-російській війні.

## Особисте життя
Є відкритим геєм. З початку лютого 2022 року перебуває у шлюбі 
«Нічну вахту» на «Українському радіо» вестимуть Марта Мольфар і Дмитро Лавров. Детектор медіа. 31 липня 2020. Архів оригіналу за 15 липня 2023. Процитовано 12 вересня 2024. {{cite web}}: Недійсний |мертвий-url=dead (довідка)</ref>. Є ВІЛ-позитивним.